# What's Love Got to Do with It (canción)
«What's Love Got to Do with It» es una canción interpretada por la cantante suiza Tina Turner, incluida en su tercer álbum de estudio en solitario "Private Dancer" (1984). Estuvo compuesta por Graham Lyle y Terry Britten, —quien también la produjo—, ambos ganaron el premio Grammy en 1985, por crear el tema. En un inicio, el tema fue ofrecido al cantante británico Sir Cliff Richard; sin embargo su equipo lo rechazó. Luego, Phyllis Hyman se interesó en él, pero su compañía se la impidió grabarla. Finalmente, fue ofrecido a Donna Summer, pero no logró ser convencida, descartando la oportunidad. 
En el aspecto musical, «What's Love Got To Do With It» es una canción de pop y R&B. Turner canta en un registro vocal grave y se puede escuchar los sonidos constantes de un sintetizador y de la batería. Logró alcanzar la posición número #1 en la lista del Billboard Hot 100 el 1 de septiembre de 1984.
Ha logrado vender más de 1,5 millones de copias en todo el mundo, convirtiéndolo en el sencillo más vendido de 1984 en Estados Unidos. Con esta canción Turner se considera la artista de mayor edad en lograr alcanzar el puesto #1 en la lista norteamericana.
El 17 de julio de 2020, la canción volvió a entrar en las listas de éxitos gracias a un remix del DJ Kygo con Turner.

## Video Musical
El video musical de «What's Love Got to Do with It» estuvo dirigido por Mark Robinson. En 1985 un premio MTV y un MTV Video Music Awards (VMA), en la categoría de "Mejor Video Musical Femenino"
Hay una versión alternativa del vídeo donde es en Blanco y Negro y Tina canta el tema mientras intercala imágenes de un desfile de modas 

## Recepción
«What's Love Got to Do with It» alcanzó la posición número #1 en la lista del Billboard Hot 100 el 1 de septiembre de 1984. En el año 2011, la revista Rolling Stone la colocó en la lista de "Las mejores 500 canciones de todos los tiempos". 

## Posicionamiento en las listas
Semanales
| País (Lista de 1984)                  | Posición más alta |
| ------------------------------------- | ----------------- |
| Australia Singles Chart               | 1                 |
| Austrian Singles Chart                | 4                 |
| Canadian Singles Chart                | 1                 |
| Ultratop 50 Flandes                   | 10                |
| Alemania (Offizielle Deutsche Charts) | 7                 |
| Irish Singles Chart                   | 4                 |
| New Zealand Singles Chart             | 3                 |
| Norweigen Singles Chart               | 10                |
| South African Singles Chart           | 2                 |
| Spanish Singles Chart                 | 2                 |
| Swedish Singles Chart                 | 4                 |
| Swiss Singles Chart                   | 8                 |
| UK Singles Chart                      | 3                 |
| US Billboard Hot 100                  | 1                 |
| US R&B Singles Chart                  | 2                 |
| US Adult Contemporary                 | 8                 |
| US Dance Club Songs                   | 21                |